# Gothique charpentier (architecture)
Pour l’article homonyme, voir Gothique Charpentier (roman de l'écrivain américain William Gaddis).
Le gothique charpentier, parfois appelé également gothique rural est un style architectural nord-américain correspondant à une adaptation vernaculaire du style néo-gothique pour la construction de bâtiments en bois.
Ce style architectural s'est principalement développé au cours du XIXe siècle à la fois dans l'architecture religieuse et dans l'architecture domestique,. L'abondance du bois de construction, son caractère bon marché, ainsi que des innovations technologiques dans la découpe du bois ont favorisé le développement du gothique charpentier aux États-Unis,. Le style a également été utilisé ailleurs dans l'Empire Britannique (Australie, Canada, Nouvelle-Zélande).
Dans le gothique charpentier, les éléments gothiques sont utilisés de manière beaucoup plus libre que dans le style néo-gothique académique. Il n'existe en particulier pas de contraintes liées à l'emploi de la pierre. Le souci des proportions est moindre et les ornementations sont souvent peu en lien avec la structure du bâtiment,. Parmi les ornements utilisés, on retrouve la lancette ,, la flèche, les gables sur les portails ou encore le quatre-feuilles. Les toits sont fréquemment très pentus avec des rives décorées.
Le style a été notamment dynamisé par les publications d'Alexander Jackson Davis (Rural Residences) et d'Andrew Jackson Downing.

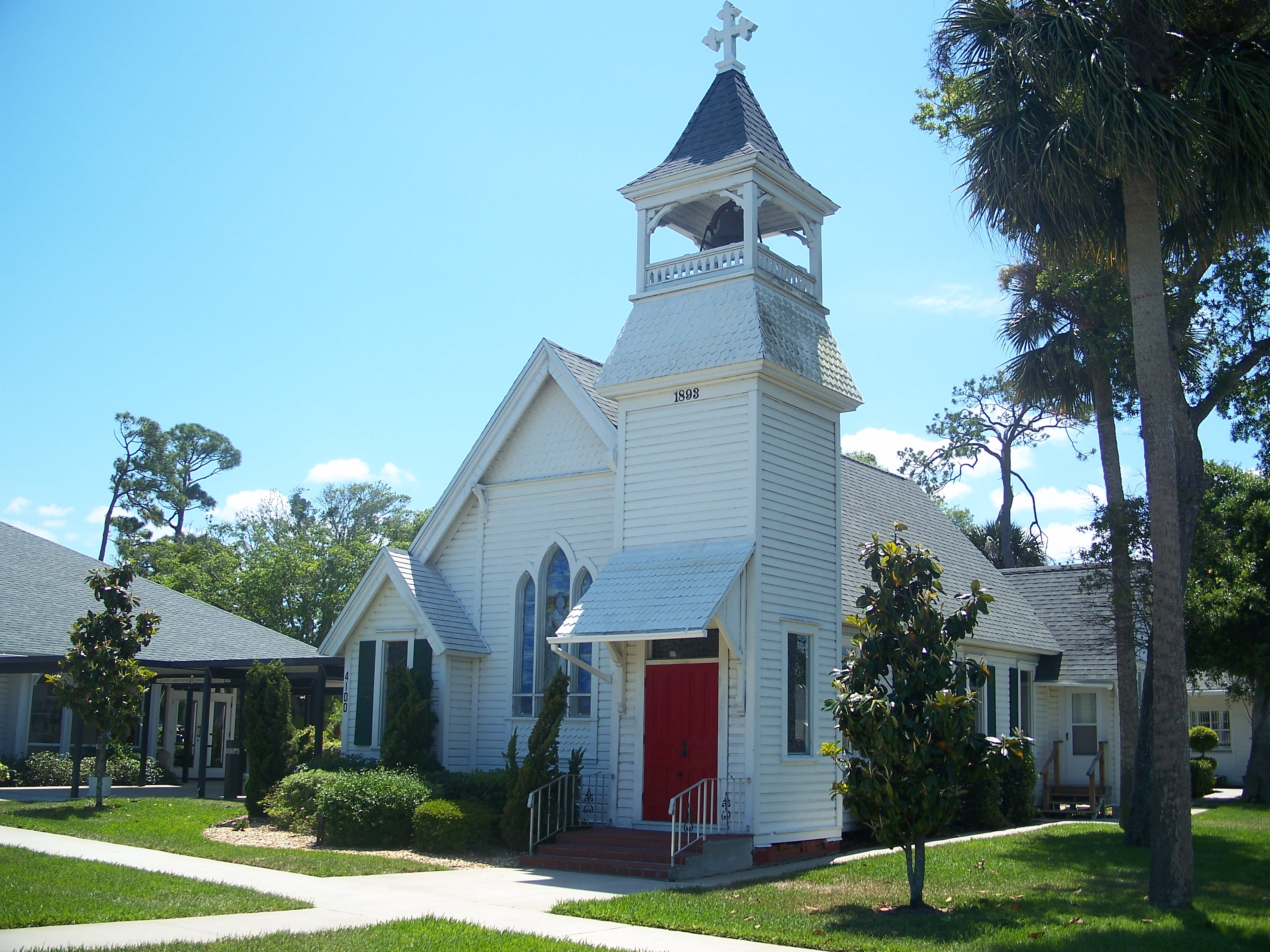
Grace Episcopal Church à Port Orange (Floride)
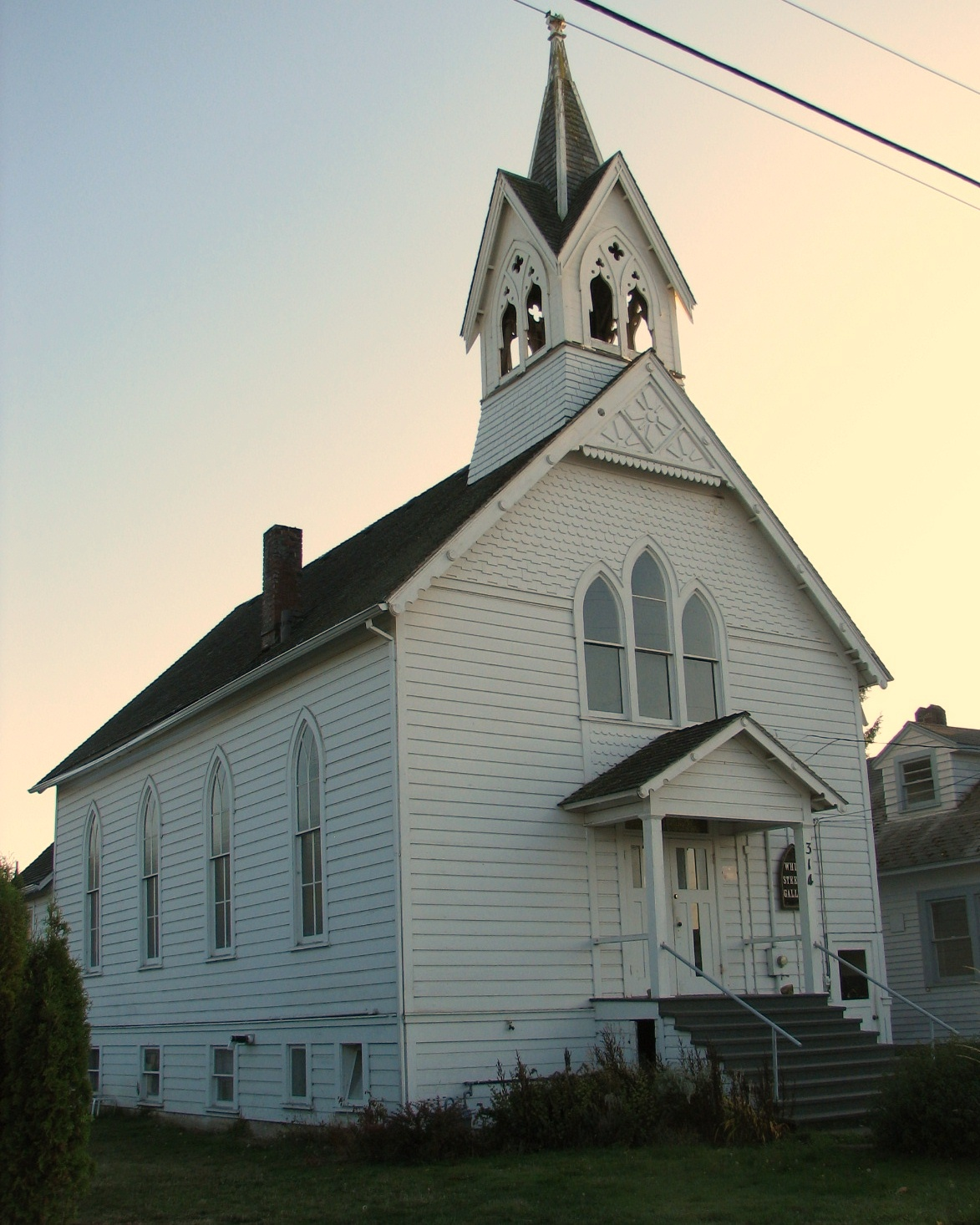
Calvary Lutheran Church à Silverton (Oregon)
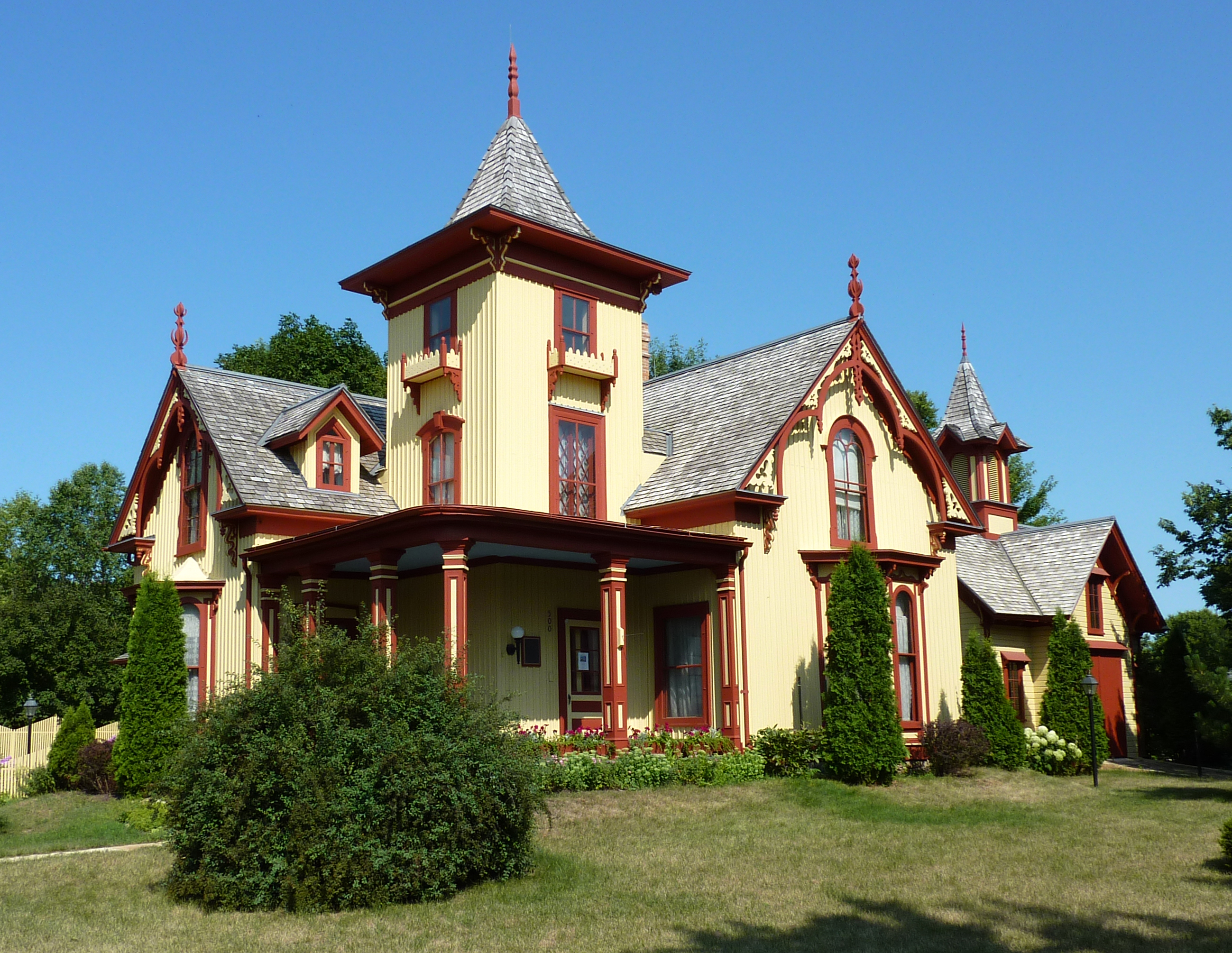
Eugene Saint Julien Cox Hous à Saint Peter (Minnesota)